# وارن هنری کل
وارن هنری کُل (انگلیسی: Warren Henry Cole؛ ‏ ۲۴ ژوئیهٔ ۱۸۹۸ – ۲۵ مهٔ ۱۹۹۰) جراح اهل ایالات متحده آمریکا و از پیشگامان درمان‌های کمکی و مکمل در جراحی سرطان بود. او در سال ۱۹۲۴ میلادی به‌همراه اِوارتس اَمبروز گراهام، فرایند به‌تصویر کشیدنِ کیسه صفرا را با اشعه ایکس و با استفاده از مادهٔ حاجب، شرح و بسط داد که در تشخیص بیماری‌های کیسهٔ صفرا در آن دوران به‌کار می‌رفت.
وی دانش‌آموختهٔ «دانشکدهٔ پزشکی دانشگاه واشینگتن» و چند سالی استاد همان دانشگاه بود. سپس در سال ۱۹۳۶ آنرا ترک کرد و استاد دانشگاه ایلینوی در شیکاگو و به مدت سی سال در همان مقام خدمت کرد. وی مابین سال‌های ۱۹۵۹ تا ۱۹۶۰، رئیس انجمن سرطان آمریکا بود.